# Cinca-patak
Cinca-patak är ett vattendrag i Ungern.   Det ligger i provinsen Vas, i den västra delen av landet, 140 km väster om huvudstaden Budapest.